# Nepenthes veitchii
Nepenthes veitchii Hook.f., 1859 è una pianta carnivora della famiglia Nepenthaceae, endemica del Borneo, dove cresce a 0–1600 m.

## Conservazione
La Lista rossa IUCN classifica Nepenthes veitchii come specie a rischio minimo (Least Concern).